# Fakieł Nowy Urengoj
Fakieł Nowy Urengoj (ros. ВK «Факел» Новый Уренгой) — męski klub siatkarski z Rosji powstały w roku 1996 z siedzibą w Nowym Urengoju.
W sezonie 2014/15 zespół występuje w rozgrywkach Superligi.

## Sukcesy
Puchar Rosji:
- 2006

Puchar CEV:
- 2007

Mistrzostwa Rosji:
- 2009, 2019

Puchar Challenge:
- 2017
- 2016

Klubowe Mistrzostwa Świata:
- 2018

## Historia
W 2004 roku Fakieł Nowy Urengoj awansował do Superligi, zajął wówczas 11. miejsce.
W sezonie 2005/2006 Fakieł zajął 4. miejsce w walce o Mistrzostwo Rosji, które dało mu możliwość reprezentowania Rosji w europejskich pucharach. W tym samym sezonie drużyna przegrała w finale o puchar Rosji z Lokomotiwem Biełgorod.
W sezonie 2006/2007 drużyna z Nowego Urengoju po raz kolejny przegrała w finale o puchar Rosji, tym razem z zespołem Dynama Moskwy, zdobyła Puchar Konfederacji (CEV) i zajęła 4. miejsce w rozgrywkach Superligi.

## Bilans sezon po sezonie
| Sezon     | Liga              | Miejsce | Mecze (Z-P) | Mecze (Z-P) | Puchary                 |
| --------- | ----------------- | ------- | ----------- | ----------- | ----------------------- |
| 1996/1997 | 1. liga           | 17.     | —           | —           |                         |
| 1997/1998 | 1. liga           | 5.      | —           | —           |                         |
| 1998/1999 | 1. liga           | 4.      | —           | —           |                         |
| 1999/2000 | Wysszaja liga "B" | 4.      | 34          | 21-13       |                         |
| 2000/2001 | Wysszaja liga "B" | 3.      | 42          | 32-10       |                         |
| 2001/2002 | Wysszaja liga "B" | 1.      | 48          | 45-3        |                         |
| 2002/2003 | Wysszaja liga "A" | 3.      | 42          | 29-13       |                         |
| 2003/2004 | Wysszaja liga "A" | 2.      | 36          | 24-12       |                         |
| 2004/2005 | Superliga         | 11.     | 36          | 12-24       |                         |
| 2005/2006 | Superliga         | 4.      | 34          | 19-15       | finalista Pucharu Rosji |
| 2006/2007 | Superliga         | 4.      | 21          | 10-11       | Puchar CEV              |
| 2007/2008 | Superliga         | 7.      | 22          | 9-13        |                         |
| 2008/2009 | Superliga         | 3.      | 32          | 24-8        |                         |
| 2009/2010 | Superliga         | 5.      | 25          | 14-11       |                         |
| 2010/2011 | Superliga         | 7.      | 25          | 14-11       |                         |
| 2011/2012 | Superliga         | 10.     | 29          | 17-12       |                         |
| 2012/2013 | Superliga         | 6.      | 31          | 16-15       |                         |
| 2013/2014 | Superliga         | 9.      | 25          | 11-14       |                         |
| 2014/2015 | Superliga         | 6.      | 34          | 16-18       |                         |
| 2015/2016 | Superliga         | 5.      | 26          | 17-9        | Puchar Challenge        |
| 2016/2017 | Superliga         | 5.      | 31          | 19-12       | Puchar Challenge        |
| 2017/2018 | Superliga         | 6.      | 33          | 21-12       |                         |
| 2018/2019 | Superliga         | 3.      | 33          | 23-10       |                         |
| 2019/2020 | Superliga         | 6.      | 19          | 12-7        |                         |
| 2020/2021 | Superliga         | 6.      | 32          | 20-12       |                         |

Poziom rozgrywek:
     najwyższy ogólnokrajowy
     drugi
     trzeci
     czwarty

## Kadra

### Sezon 2020/2021
- 1.  Tsimafei Zhukouski
- 2.  Witalij Dikarjew
- 3.  Aleksandr Gucaluk
- 4.  Anatolij Wołodin
- 5.  Nikita Stulenkow
- 8.  Maksim Żygałow
- 9.  Siergiej Antipkin
- 10.  Dienis Bogdan
- 12.  Aleksandr Boldyriew
- 14.  Dmitrij Jakowlew
- 15.  Dmitrij Wołkow
- 16.  Ilja Pietruszow
- 17.  Aleksiej Safonow
- 22.  Erik Shoji

### Sezon 2019/2020
- 1.  Erik Shoji
- 2.  Danił Romanienko
- 3.  Aleksandr Gucaluk
- 4.  Dmitrij Kolienkowski
- 5.  Andriej Ananiew
- 6.  Nikita Stulenkow
- 7.  Igor Kołodinski
- 8.  Dienis Szypot´ko
- 9.  Siergiej Antipkin
- 10.  Dienis Bogdan
- 12.  Walentin Bezrukow
- 14.  Krisztián Pádár
- 15.  Dmitrij Wołkow
- 16.  Ilja Pietruszow
- 17.  Siergiej Rochin
- 18.  Jegor Kluka
- 19.  Aleksandr Kimerow

### Sezon 2018/2019
- 4.  Dmitrij Kolienkowski
- 5.  Andriej Ananiew
- 6.  Dienis Getman
- 7.  Igor Kołodinski
- 8.  Artur Udrys
- 9.  Iwan Jakowlew
- 10.  Dienis Bogdan
- 12.  Jewgienij Rukawisznikow
- 14.  Erik Shoji
- 15.  Dmitrij Wołkow
- 16.  Ilja Pietruszow
- 17.  Dienis Szenkel
- 18.  Jegor Kluka
- 19.  Aleksandr Kimerow

### Sezon 2017/2018
- 2.  Ilja Własow
- 4.  Wadym Lichoszerstow
- 5.  Andriej Aleksiew
- 7.  Igor Kołodinski
- 8.  Pawieł Moroz
- 9.  Iwan Jakowlew
- 10.  Dienis Bogdan
- 11.  Igor Tiurin
- 13.  Władimir Szyszkin
- 15.  Dmitrij Wołkow
- 16.  Walentin Bezrukow
- 18.  Jegor Kluka
- 19.  Michaił Bondarienko

### Sezon 2016/2017
- 2.  Ilja Własow
- 3.  Siergiej Pirainen
- 4.  Wadym Lichoszerstow
- 5.  Andriej Aleksiew
- 6.  Nikita Krot
- 7.  Igor Kołodinski
- 8.  Aleksiej Jewsiejew
- 9.  Iwan Jakowlew
- 10.  Dienis Bogdan
- 12.  Artiom Toktasz
- 13.  Władimir Szyszkin
- 14.  Aleksandr Kimerow
- 15.  Dmitrij Wołkow
- 16.  Walentin Bezrukow
- 18.  Jegor Kluka
- 19.  Michaił Bondarienko

### Sezon 2015/2016
- 2.  Ilja Własow
- 3.  Andriej Titicz
- 4.  Wadym Lichoszerstow
- 5.  Andriej Aleksiew
- 7.  Igor Kołodinski
- 8.  Dienis Szypot´ko
- 9.  Iwan Jakowlew
- 10.  Dienis Bogdan
- 11.  Igor Tiurin
- 13.  Władimir Szyszkin
- 15.  Dmitrij Wołkow
- 16.  Walentin Bezrukow
- 17.  Artem Tohtash
- 18.  Jegor Kluka

### Sezon 2014/2015
- 1.  Roman Martyniuk
- 2.  Ilja Własow
- 3.  Andriej Titicz
- 4.  Wadym Lichoszerstow
- 5.  Andriej Aleksiew
- 7.  Igor Kołodinski
- 9.  Iwan Jakowlew
- 10.  Dienis Bogdan
- 11.  Igor Tiurin
- 12.  Nikita Aleksiejew
- 13.  Władimir Szyszkin
- 15.  Dmitrij Wołkow
- 16.  Walentin Bezrukow
- 17.  Artem Tohtash
- 18.  Jegor Kluka

### Sezon 2013/2014
- 1.  Roman Martyniuk
- 2.  Oleg Samsonyczew
- 3.  Andriej Titicz
- 5.  Valerio Vermiglio
- 7.  Witalij Mosow
- 8.  Filipp Woronkow
- 9.  Konstantin Bakun
- 11.  Dmitrij Krasikow
- 12.  Artiom Tochtasz
- 13.  Michał Winiarski
- 14.  Władimir Szyszkin
- 15.  Aleksiej Spiridonow
- 16.  Aleksandr Gucaluk
- 17.  Aleksandr Kritskij

### Sezon 2012/2013
- 1.  Władimir Mielnik
- 2.  Oleg Samsonyczew
- 3.  Andriej Titicz
- 5.  Władimir Szyszkin
- 6.  Łukasz Żygadło
- 7.  Witalij Mosow
- 8.  Alain Roca
- 9.  Konstantin Bakun
- 11.  Dmitrij Krasikow
- 12.  Aleksiej Syczew
- 13.  Aleksandr Sokołow
- 16.  Anton Astaszenkow
- 17.  Aleksandr Kritskij
- 18.  Michaił Biekietow
- Michael Sánchez Bozhulev

### Sezon 2011/2012
- 1.  Andriej Titicz
- 3.  Aleksiej Lipezin
- 4.  Dienis Ignatjew
- 5.  Aleksandr Abrosimow
- 7.  Maksim Pantielejmonienko
- 8.  Siemion Połtawski
- 10.  Igor Rossamachin
- 11.  Dmitrij Krasikow
- 13.  Aleksandr Sokołow
- 14.  Siergiej Makarow
- 15.  Konstantin Bakun
- 16.  Anton Astaszenkow
- 17.  Aleksandr Kritskij
- 18.  Bojan Janić

### Sezon 2010/2011
- 1.  Aleksandr Buts
- 2.  Anton Kulikowski
- 3.  Aleksiej Lipezin
- 5.  Władisław Żłoba
- 6.  Jewgienij Siwożelez
- 7.  Ilja Żylin
- 9.  Michaił Biekietow
- 10.  Igor Rossamachin
- 11.  Dmitrij Krasikow
- 12.  Aleksandr Mastjuk
- 13.  Aleksandr Sokołow
- 14.  Kevin Hansen
- 15.  Konstantin Bakun
- 16.  Anton Astaszenkow
- 17.  Aleksandr Kritskij

### Sezon 2009/2010
- 1.  Siergiej Trietiakow
- 2.  Sean Rooney
- 3.  Aleksandr Kosariew
- 5.  Pawieł Zajcew
- 7.  Filipp Woronkow
- 8.  Aleksandr Nowikow
- 9.  Michaił Biekietow
- 10.  Igor Rossamachin
- 11.  Aleksandr Buts
- 12.  Aleksandr Mastjuk
- 13.  Aleksandr Sokołow
- 14.  Kevin Hansen
- 17.  Aleksandr Kritskij
- 18.  Konstantin Sidenko

## Polacy w klubie
| Imię i nazwisko  | Lata gry  |
| ---------------- | --------- |
| Adam Nowik       | 2004-2005 |
| Łukasz Żygadło   | 2012-2013 |
| Michał Winiarski | 2013-2014 |